# Georg Friedrich von Creytzen
Georg Friedrich von Creytzen (* 3. Mai 1639 in Seehesten; † 4. Mai 1710 in Altstadt (Königsberg)) war preußischer Oberrat und Kanzler.

## Herkunft
Georg Friedrich von Creytzen entstammte der ostpreußischen Linie der Creytzen. Seine Eltern waren Hauptmanns zu Angerburg und Landvogts zu Schaaken, Johannes von Creytzen (1611–1660) und der Anna Katharine von Pfuel († 1657).

## Werdegang
Creytzen war Erbherr auf Weßlienen, Jarft, Fedderau etc. und begann seine Laufbahn in preußischen Diensten als Kammerjunker und war dann Hauptmann zu Balga sowie Vogt zu Fischhausen. 1685 wurde er Landesdirektor und Hauptmann zu Brandenburg (Frisches Haff). Am 29. Mai 1687 avancierte er zum Kanzler im Herzogtum Preußen. Auch wurde er Präsident des Oberappellationsgerichts in Königsberg i. Pr. Er war unter den ersten Rittern des Schwarzen Adlerordens am 17. Januar 1701.

## Familie
Creytzen vermählte sich 1663 mit Eleonore Elisabeth Dorothea de la Cave (1644–1711), Tochter des kurbrandenburgischen Generals Pierre de la Cave und Schwester des ebenfalls kurbrandenburgischen Generals Wilhelm de la Cave. Aus der Ehe gingen die sieben nachstehenden Kinder hervor:
- Anna Katharina von Creytzen († nach 1699), ⚭I 1684 Ernst von Schlieben († 1699), Erbherr auf Gerdauen, Klingbeck und Wedderau; ⚭II Ernst von Brumsee, Hauptmann zu Rhein
- Georg Christoph von Creytzen († 1720), preußischer Oberstleutnant, Erbherr auf Wesslienen, Jarft etc.
- Karl Wilhelm von Creytzen, kaiserlicher Kapitän
- Arnoldine Charlotte von Creytzen (1673–1749), ⚭ 1696 Graf Albrecht Christoph Finck von Finckenstein (1662–1730), preußischer Tribunalsrat und Erbamtshauptmann zu Deutsch Eylau und Schönberg[3]
- Eleonore Wilhelmine von Creytzen († 1737)
- Anna von Creytzen (1685–1750), ⚭ 1712 Graf Albrecht Ernst von Schlieben (1681–1753), Wirklicher Geheimer Rat und Kanzler im Königreich Preußen, Erbherr auf Klingbeck und Beisleiden[4]
- Helena Dorothea von Creytzen († 1749), ⚭ Karl Eduard von Taubenheim († 1745), Erbherr auf Grunenfeld und Gertlack.